# Кузнецов, Михаил Николаевич (гребец)
Михаил Николаевич Кузнецов (род. 4 июня 1952, Москва) — советский спортсмен (академическая гребля), олимпийский чемпион (1976), заслуженный мастер спорта СССР (1976). Член КПСС с 1966 года.

## Спортивная карьера
- Олимпийский чемпион 1976 в гребле на четверке распашной с рулевым (с В. Ешиновым, Н. Ивановым, А. Клепиковым и рулевым А. Лукьяновым)
- 2-кратный чемпион СССР: 1974 на двойке без рулевого, 1977 на восьмерке